# 니시야마 사건
니시야마 사건(일본어: 西山事件) 또는 오키나와 밀약 사건(일본어: 沖縄密約事件)은 당시 마이니치 신문의 기자였던 니시야마 다키치(西山太吉)가 당시 외무성 관리였던 하스미 기쿠코(蓮見喜久子)를 통해 알아낸 국가 기밀을 사회당 의원에게 알려주어 니시야마와 하스미가 체포, 유죄로 판결된 사건이다.

## 사건의 개요
1971년에 미국과 일본 사이에 오키나와 반환 협정이 체결되었는데, 뒤로 또 하나의 조약이 체결되었다. 그 내용은 본디 미국이 지불하기로 되어 있던 약400만엔의 원상복구 비용을 일본측이 대신 지불하기로 한 것이었다.
니시야마는 이에 관련된 내용을 얻어내기 위해 외무성의 관리인 하스미에게 접근, 1971년 5월 22일에 술을 먹이고 육체 관계를 맺기에 이른다. 하스미는 이 관계에 대한 대가로 해당 밀약 문서의 복사본을 공개하지 않는다는 조건하에 제공했다.
그러나 니시야마는 이 사본을 1972년 3월 27일에 사회당 소속 의원인 요코미치 다카히로(横路孝弘, 2009년 기준으로 민주당 소속)에게 제공했고 요코지는 해당 밀약의 존재를 부인하고 있던 정부에 대한 반박용 자료로 사용했다.
이후 1972년 4월 4일, 니시야마와 하스미는 체포되어 1심에서 하스미가 징역 4개월에 집행유예 1년, 니시야마가 무죄가 선고되었다. 이후 2심에서 니시야마에게도 유죄가 선고되어 징역 6개월과 집행유예 1년이 선고되었고, 3심이 상고를 기각하여 두 사람 모두 유죄가 확정되었다.
이후 미국은 해당 밀약 문서를 비밀에서 해제하여 현재는 미국 국립문서기록관리청에서 누구나 열람 가능해진 상태임에도 불구하고 일본 정부는 해당 밀약의 존재를 부인해 왔다. 그러나 2009년 12월 1일, 요시노 분로쿠(吉野文六) 전 외무성 미국 국장이 해당 밀약에 자신이 서명했음을 증언하여 밀약 문서의 존재는 일본에서도 확실해졌다.

## 영향
- 처음에는 대부분의 언론매체가 이 사건을 언론 탄압 사건으로 보도했으나, 검사인 사토 미치오(佐藤道夫)가 니시야마와 하스미의 불륜 관계를 명시한 기소장을 공개하면서 일대 전환하여 마이니치 신문은 사과문을 발표했고, 다른 언론 매체들은 이용가치에 따라 하스미에 대한 태도를 계속 바꾼 니시야마에 대해 강하게 비난했고, 어느 사이에 밀약의 존재 자체에 대한 보도는 흐지부지되고 말았다.
- 이 사건으로 인해 불매 운동이 일어나 마이니치 신문은 1977년에 도산하고 만다.
- 이후 신문의 정치부에서 특종을 잡는 일이 현저히 줄어들었다.[4]

## 창작 작품
- 운명의 인간

## 같이 보기
- 밀약
- 센카쿠 열도 중국 어선 충돌 영상 유출 사건 - 센카쿠 열도 중국 어선 충돌 사건
- 특정 비밀 보호에 관한 법률
- 펜타곤 문서
- 워터게이트 사건